# Südafrikanische Davis-Cup-Mannschaft
Die südafrikanische Davis-Cup-Mannschaft ist die Tennisnationalmannschaft Südafrikas. Der Davis Cup ist der wichtigste Wettbewerb für Nationalmannschaften im Herren-Tennis, analog zum Fed Cup bei den Damen.

## Geschichte
Seit 1913 nimmt Südafrika am Davis Cup teil und spielte viermal in der Weltgruppe. 1974 gewann die südafrikanische Mannschaft den Cup, da Finalgegner Indien aus Protest gegen die Apartheidpolitik Südafrikas nicht antrat. Erfolgreichster Spieler ist Wayne Ferreira mit insgesamt 41 Siegen, Rekordspieler ist Frew McMillan mit 28 Teilnahmen.

## Finalteilnahmen
Die Ergebnisse der Finalteilnahmen werden aus südafrikanischer Sicht angegeben.
| Jahr  | Finalort | Finalgegner | Ergebnis  |
| 1974* | −        | Indien      | Walk over |

* Indien trat aus Protest gegen die Apartheid-Politik Südafrikas nicht an.